# Afrotis afra
L'otarda korhaan (Afrotis afra (Linnaeus, 1758)) è un uccello della famiglia degli Otididi originario delle regioni occidentali e meridionali del Sudafrica.

## Descrizione

### Dimensioni
Misura 50 cm di lunghezza, per un peso di 700 g.

### Aspetto
In questa specie immediatamente riconoscibile, i due sessi sono molto diversi. Il maschio presenta un dorso marrone con delle vermicolature bianche. Sul bordo e sul polso dell'ala è presente una larga fascia argentata. Queste parti superiori contrastano fortemente con il resto del corpo (testa, collo e parti inferiori), che è completamente nerofumo. La coda è leggermente più grigia e presenta due grandi barre trasversali nere. Una bella macchia circolare bianca orna le copritrici auricolari dietro gli occhi, che sono di colore bruno-arancio. Sulla nuca vi è una leggera cresta barrata di oro, di marrone e di bianco. Il becco è rosa con il culmen grigio. Le zampe sono di colore giallo brillante. La femmina si distingue dal suo compagno per il suo piumaggio criptico che le consente un eccellente camuffamento durante la stagione della nidificazione. Ha un piumaggio prevalentemente marrone, privo di macchioline sulle parti superiori. Il petto è bianco, il ventre nero. I giovani non sono stati descritti.

### Voce
Durante la stagione di riproduzione, le otarde korhaan sono molto rumorose. È soprattutto in questo periodo dell'anno che i maschi emettono richiami rauchi e potenti, dei krracker, krracker che possono essere uditi per un'intera giornata.

## Biologia
In natura, gli otarde korhaan vivono da sole o in coppia. Vanno in cerca di gran parte del loro nutrimento a terra, raccogliendo prede e materiali vari con i loro becchi. Questi uccelli danno la caccia ai piccoli rettili come lucertole, gechi e serpenti che vivono nei cespugli. Per quanto riguarda questi ultimi, le otarde non hanno paura di affrontare anche le specie velenose: dopo averle colpite violentemente sulla testa, danno loro un colpo fatale che le uccide all'istante. Le otarde korhaan catturano anche insetti come farfalle, vespe, api, locuste e formiche. Questi invertebrati vengono di solito catturati dopo un breve inseguimento in aria.
Come la maggior parte delle specie di otarda, anche quelle korhaan sono uccelli poligami. Durante la stagione di nidificazione, i maschi sono particolarmente rumorosi, a differenza delle femmine, che sono molto discrete e difficili da individuare. Effettuano dei voli circolari in cielo ad un'altezza di circa 15 metri, emettendo richiami molto caratteristici. All'atterraggio, lasciano penzolare le loro zampe come durante una discesa con il paracadute e, dopo aver toccato terra, continuano la loro corsa a gran velocità per una distanza molto breve. Non appena il maschio si è accoppiato con una femmina, va in cerca di una nuova partner, lasciando la sua compagna iniziale ad occuparsi da sola della nidiata.

### Alimentazione
Le otarde korhaan hanno una dieta mista: si nutrono di sostanze di origine vegetale, come semi, compresi quelli di acacia, e giovani germogli verdi, e di insetti e completano il loro menu con piccoli rettili.

### Riproduzione
Le otarde korhaan depongono le loro covate sul terreno in una piccola depressione che hanno precedentemente creato grattando con le zampe. Questo nido viene eventualmente rivestito con qualche filo d'erba e alcune foglie. È difficile da localizzare, perché di solito è posto sotto un cespuglio, così da nascondere la femmina che cova e proteggere i nidiacei contro possibili predatori. All'inizio del periodo di riproduzione, il maschio monta una vigile guardia e la femmina si mostra molto discreta. La femmina depone una o due uova, di colore verde oliva o marrone, con macchie o marezzature marroni o violette. Nella provincia del Capo, la stagione di nidificazione va da agosto a ottobre. Più a nord, ha luogo da ottobre a febbraio.

## Distribuzione e habitat
L'otarda korhaan è così comune che si trova in tutti i tipi di habitat, dalle dune di sabbia del litorale agli altopiani erbosi dell'Highveld, tra 1200 e 1800 m di altitudine. In effetti, questa specie mostra una certa preferenza per i biotopi locali chiamati veld. La parola veld (o velt) indica essenzialmente, ma non esclusivamente, i larghi spazi aperti del Sudafrica. Questi spazi sono caratterizzati da un rilievo poco marcato e sono coperti di erba e di arbusti. L'otarda korhaan frequenta anche le distese aride e i semideserti.
L'otarda korhaan è endemica del Sudafrica. A seguito della sua «separazione» dall'otarda di Smith, con cui in passato veniva considerata una specie unica, questo uccello è ora considerato monotipico. Sulla costa occidentale e su quella meridionale, il suo areale forma una sorta di «L» le cui due braccia si congiungono a livello del Capo di Buona Speranza. Esso è completamente separato da quello dell'otarda alibianche, che è situato più a nord, in Botswana e in Namibia fino al confine con l'Angola. Le due specie convivono e si incrociano unicamente nella valle del Fish River, appena a sud della città di Cradock, nella Provincia del Capo Orientale.

## Conservazione
A seconda delle zone in cui abita, l'otarda korhaan varia da comune a molto diffusa. La popolazione mondiale, i cui effettivi non sono mai stati stimati, non è assolutamente in pericolo. La deforestazione per creare nuovi terreni agricoli nel veld può in certe regioni provocare leggere diminuzioni.